# Ruth Sager
Pour les articles homonymes, voir Sager.
Ruth Sager (Chicago, Illinois, 7 février 1918 -  Brookline, Massachusetts, 29 mars 1997) est une généticienne américaine. Elle ouvrit la recherche en génétique cytoplasmique. Elle effectua également des recherches en génétique du cancer en étudiant le rôle des gènes suppresseurs de tumeur.

## Sources
- (en) Cet article est partiellement ou en totalité issu de l’article de Wikipédia en anglais intitulé « Ruth Sager » (voir la liste des auteurs).